# AEGON International 2010 - Qualificazioni singolare femminile
Le qualificazioni del singolare femminile dell'AEGON International 2010 sono state un torneo di tennis preliminare per accedere alla fase finale della manifestazione. I vincitori dell'ultimo turno sono entrati di diritto nel tabellone principale. In caso di ritiro di uno o più giocatori aventi diritto a questi sono subentrati i lucky loser, ossia i giocatori che hanno perso nell'ultimo turno ma che avevano una classifica più alta rispetto agli altri partecipanti che avevano comunque perso nel turno finale.
Le qualificazioni del AEGON International 2010 prevedevano 16 partecipanti di cui 4 sono entrati nel tabellone principale.

## Teste di serie
1. Aleksandra Wozniak (Qualificata)
2. Renata Voráčová (primo turno)
3. Cvetana Pironkova (secondo turno)
4. Yung-Jan Chan (secondo turno)

1. Kai-Chen Chang (primo turno)
2. Jarmila Groth (ultimo turno)
3. Akgul Amanmuradova (primo turno)
4. Sania Mirza (ultimo turno)

## Qualificate
1. Aleksandra Wozniak
2. Karolina Šprem

1. Heather Watson
2. Ekaterina Makarova

## Tabellone

### Legenda
| - Q = Qualificato - WC = Wild card - LL = Lucky loser | - ALT = Alternate - SE = Special Exempt - PR = Protected Ranking | - w/o = Walkover - r = Ritirato - d = Squalificato |

### Sezione 1
|  | Primo turno  | Primo turno    | Primo turno    | Primo turno | Primo turno |  |  | Secondo turno | Secondo turno | Secondo turno | Secondo turno | Secondo turno |   |   | Ultimo turno | Ultimo turno | Ultimo turno | Ultimo turno | Ultimo turno |  |
|  |              |                |                |             |             |  |  |               |               |               |               |               |   |   |              |              |              |              |              |  |
|  | 1            | A Wozniak      | A Wozniak      | 6           | 6           |  |  |               |               |               |               |               |   |   |              |              |              |              |              |  |
|  |              | A Molik        | A Molik        | 3           | 4           |  |  | 1             | A Wozniak     | A Wozniak     | 6             | 6             |   |   |              |              |              |              |              |  |
|  | A Morita     | A Morita       | 6              | 2           | 1           |  |  |               | Ar Rodionova  | Ar Rodionova  | 2             | 1             |   |   |              |              |              |              |              |  |
|  | Ar Rodionova | Ar Rodionova   | 2              | 6           | 6           |  |  |               |               |               |               |               |   |   | 1            | A Wozniak    | A Wozniak    | 6            | 6            |  |
|  | I Begu       | I Begu         | I Begu         | 1           | 3           |  |  |               |               |               | J Craybas     | J Craybas     | 2 | 4 |              |              |              |              |              |  |
|  | M Niculescu  | M Niculescu    | M Niculescu    | 6           | 6           |  |  | M Niculescu   | M Niculescu   | 2             | 7             | 4             |   |   |              |              |              |              |              |  |
|  |              | J Craybas      | J Craybas      | 6           | 6           |  |  | J Craybas     | J Craybas     | 6             | 64            | 6             |   |   |              |              |              |              |              |  |
|  | 7            | A Amanmuradova | A Amanmuradova | 1           | 4           |  |  |               |               |               |               |               |   |   |              |              |              |              |              |  |

### Sezione 2
|  | Primo turno     | Primo turno     | Primo turno     | Primo turno | Primo turno |  |  | Secondo turno | Secondo turno | Secondo turno | Secondo turno | Secondo turno |   |   | Ultimo turno | Ultimo turno | Ultimo turno | Ultimo turno | Ultimo turno |  |
|  |                 |                 |                 |             |             |  |  |               |               |               |               |               |   |   |              |              |              |              |              |  |
|  | 2               | R Voráčová      | R Voráčová      | 6           | 4           |  |  |               |               |               |               |               |   |   |              |              |              |              |              |  |
|  |                 | A Spears        | A Spears        | 7           | 6           |  |  | A Spears      | A Spears      | 4             | 6             | 5             |   |   |              |              |              |              |              |  |
|  | K Šprem         | K Šprem         | K Šprem         | 6           | 6           |  |  | K Šprem       | K Šprem       | 6             | 3             | 7             |   |   |              |              |              |              |              |  |
|  | E Gallovits     | E Gallovits     | E Gallovits     | 3           | 4           |  |  |               |               |               |               |               |   |   |              | K Šprem      | 6            | 3            | 6            |  |
|  | A Lapuschenkova | A Lapuschenkova | A Lapuschenkova | 4           | 4           |  |  |               |               | 6             | J Groth       | 3             | 6 | 3 |              |              |              |              |              |  |
|  | A Chakvetadze   | A Chakvetadze   | A Chakvetadze   | 6           | 6           |  |  |               | A Chakvetadze | 5             | 6             | 2             |   |   |              |              |              |              |              |  |
|  | WC              | N Broady        | 6               | 3           | 0           |  |  | 6             | J Groth       | 7             | 4             | 6             |   |   |              |              |              |              |              |  |
|  | 6               | J Groth         | 3               | 6           | 6           |  |  |               |               |               |               |               |   |   |              |              |              |              |              |  |

### Sezione 3
|  | Primo turno  | Primo turno  | Primo turno  | Primo turno | Primo turno |  |  | Secondo turno | Secondo turno | Secondo turno | Secondo turno | Secondo turno |   |   | Ultimo turno | Ultimo turno | Ultimo turno | Ultimo turno | Ultimo turno |  |
|  |              |              |              |             |             |  |  |               |               |               |               |               |   |   |              |              |              |              |              |  |
|  | 3            | C Pironkova  | 4            | 6           | 6           |  |  |               |               |               |               |               |   |   |              |              |              |              |              |  |
|  | Alt          | K Srebotnik  | 6            | 3           | 4           |  |  | 3             | C Pironkova   | 6             | 3             | 4             |   |   |              |              |              |              |              |  |
|  | WC           | H Watson     | H Watson     | 7           | 6           |  |  | WC            | H Watson      | 2             | 6             | 6             |   |   |              |              |              |              |              |  |
|  | WC           | A Smith      | A Smith      | 5           | 4           |  |  |               |               |               |               |               |   |   | WC           | H Watson     | 6            | 1            | 6            |  |
|  | P Parmentier | P Parmentier | P Parmentier | 3           | 4           |  |  |               |               |               | B Jovanovski  | 1             | 6 | 1 |              |              |              |              |              |  |
|  | M South      | M South      | M South      | 6           | 6           |  |  | M South       | M South       | M South       | 3             | 4             |   |   |              |              |              |              |              |  |
|  |              | B Jovanovski | B Jovanovski | 7           | 6           |  |  | B Jovanovski  | B Jovanovski  | B Jovanovski  | 6             | 6             |   |   |              |              |              |              |              |  |
|  | 5            | K-C Chang    | K-C Chang    | 5           | 1           |  |  |               |               |               |               |               |   |   |              |              |              |              |              |  |

### Sezione 4
|  | Primo turno | Primo turno    | Primo turno    | Primo turno | Primo turno |  |  | Secondo turno | Secondo turno | Secondo turno | Secondo turno | Secondo turno |   |   | Ultimo turno | Ultimo turno | Ultimo turno | Ultimo turno | Ultimo turno |  |
|  |             |                |                |             |             |  |  |               |               |               |               |               |   |   |              |              |              |              |              |  |
|  | 4           | Y-J Chan       | Y-J Chan       | 6           | 7           |  |  |               |               |               |               |               |   |   |              |              |              |              |              |  |
|  |             | K O'Brien      | K O'Brien      | 4           | 5           |  |  | 4             | Y-J Chan      | Y-J Chan      | 2             | 2             |   |   |              |              |              |              |              |  |
|  | E Rodina    | E Rodina       | E Rodina       | 4           | 1           |  |  |               | E Makarova    | E Makarova    | 6             | 6             |   |   |              |              |              |              |              |  |
|  | E Makarova  | E Makarova     | E Makarova     | 6           | 6           |  |  |               |               |               |               |               |   |   |              | E Makarova   | E Makarova   | 6            | 6            |  |
|  | WC          | J Rae          | J Rae          | 7           | 6           |  |  |               |               | 8             | S Mirza       | S Mirza       | 4 | 3 |              |              |              |              |              |  |
|  |             | N Bratčikova   | N Bratčikova   | 64          | 2           |  |  | WC            | J Rae         | J Rae         | 1             | 2             |   |   |              |              |              |              |              |  |
|  |             | M Duque Marino | M Duque Marino | 4           | 4           |  |  | 8             | S Mirza       | S Mirza       | 6             | 6             |   |   |              |              |              |              |              |  |
|  | 8           | S Mirza        | S Mirza        | 6           | 6           |  |  |               |               |               |               |               |   |   |              |              |              |              |              |  |